# 莱卡塞
莱卡塞（法語：Les Cassés，法語發音：[le kase] ⓘ）是法国奥德省的一个市镇，属于卡尔卡松区。

## 地理
莱卡塞（43°25'34"N, 1°52'4"E）面积7.28 平方千米，位于法国奧克西塔尼大區奥德省，该省份为法国南部沿海省份，北起塔恩省，西北接上加龙省，西接阿列日省，南至东比利牛斯省，东临地中海，东北与埃罗省接壤。
与莱卡塞接壤的市镇（或旧市镇、城区）包括：蒙莫尔、圣波莱、洛拉盖地区贝莱斯塔、上穆尔维尔、圣费利克斯洛拉盖。

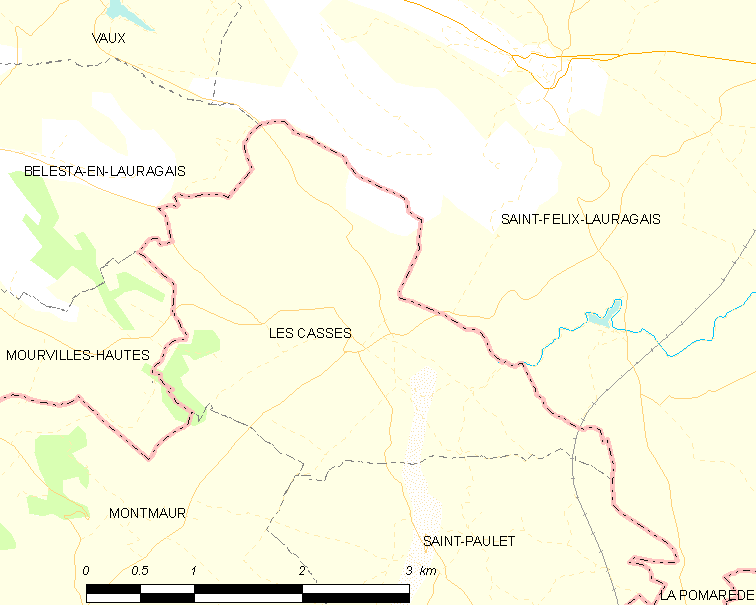
莱卡塞的OSM定位图

莱卡塞的时区为UTC+01:00、UTC+02:00（夏令时）。

## 行政
莱卡塞的邮政编码为11320，INSEE市镇编码为11074。

## 政治
莱卡塞所属的省级选区为绍里安盆地县。

## 人口

1962-2008年间莱卡塞人口变化图示

莱卡塞于2022年1月1日时的人口数量为317人。